# Hervé Revelli
Hervé Revelli (* 5. května 1946) je bývalý francouzský fotbalista a trenér. Hrál především za AS Saint-Étienne, s nímž vyhrál 7× francouzskou ligu a v jehož dresu se 2× stal králem střelců francouzské ligy.
Jeho bratr Patrick Revelli byl rovněž fotbalista.

## Hráčská kariéra
Hervé Revelli hrál za Saint-Étienne, Nice, švýcarský Chênois a Châteauroux.
S AS Saint-Étienne vyhrál 7× ligu a 4× pohár a byli ve finále PMEZ. V jeho dresu se 2× stal králem střelců francouzské ligy.
Ve 30 zápasech za Francii dal 15 gólů.

## Trenérská kariéra
Hervé Revelli trénoval mnoho klubů a také reprezentace Mauricia a Beninu.

## Úspěchy

### Klub
Saint-Étienne
- Ligue 1: 1966–67, 1967–68, 1968–69, 1969–70, 1973–74, 1974–75, 1975–76
- Coupe de France: 1969–70, 1973–74, 1974–75, 1976–77

### Individuální
- Král střelců francouzské ligy: 1966–67, 1969–70